# رابرت مک‌کینلی (تنیس‌باز)
 رابرت مک‌کینلی (انگلیسی: Robert McKinley؛ زاده ) یک تنیس‌باز اهل ایالات متحده آمریکا است.